# Welt Ahoi!
Welt Ahoi!  war ein wöchentliches Satiremagazin, das von November 2009 bis 19. Dezember 2010 vom österreichischen öffentlich-rechtlichen Rundfunksender ORF auf dessen Kanal Ö1 ausgestrahlt wurde. Sendeplatz war jeder Sonntag von 9:30 bis 10:00 Uhr.
Welt Ahoi! wurde von den fünf österreichischen Kabarettisten bzw. Schauspielern Martin Puntigam, Maria Hofstätter, Thomas Maurer, Robert Palfrader und Hosea Ratschiller gestaltet.

## Sendeplatz und Historie
Die Sendung Welt Ahoi! wurde konzipiert als Nachfolgesendung der zuvor seit 31 Jahren ununterbrochen an diesem Sendeplatz laufenden Satire-Sendung Guglhupf. Diese litt an ständig sinkenden Zuhörerzahlen und formalen und inhaltlichen Abnützungserscheinungen. Die Protagonisten Lore Krainer, Herbert Prikopa und Kurt Sobotka waren beim Einstellen der Sendung zwischen 75 und 80 Jahren alt.

## Entstehung, Konzeption und Produktion
Nach der Entscheidung, den Guglhupf abzulösen, beauftragte Ö1-Chef Alfred Treiber Martin Puntigam mit der Konzepterstellung. Welt Ahoi! wurde nicht in den Radiostudios des Funkhaus Wien produziert, weil sich die vielfältigen Engagements und Tätigkeiten der fünf Künstler nicht gut mit dem dort notwendigen engeren Zeit- und Produktionsschema vertrug. Die Produktion erfolgte in einem externen Studio. Vertraglich sicherte der ORF eine Laufzeit von mindestens drei Jahren zu.

## Verlauf
Die erste Sendung, ausgestrahlt am 1. November 2009, erfreute sich starker Reaktion, vor allem im Vergleich zum ruhigen und zurückgenommenen Sendungsumfeld. Alfred Treibers quasi prophetisch geäußerte Hoffnung, Welt Ahoi möge „den Weihevormittag doch ein bisschen aufmischen“, erfüllte sich. Direkt nach der Ausstrahlung brachen für einen halben Tag die Server des ORF unter dem Ansturm der Protestanrufe zusammen. Am 19. Dezember 2010 wurde die Sendung zum letzten Mal ausgestrahlt. Tage zuvor wurde sie mit der Begründung „unterschiedlicher inhaltlicher Auffassungen über die Zukunft der Sendung“ zwischen dem Sendungsteam und Ö1 vom Sender abgesetzt.